# Talwächter

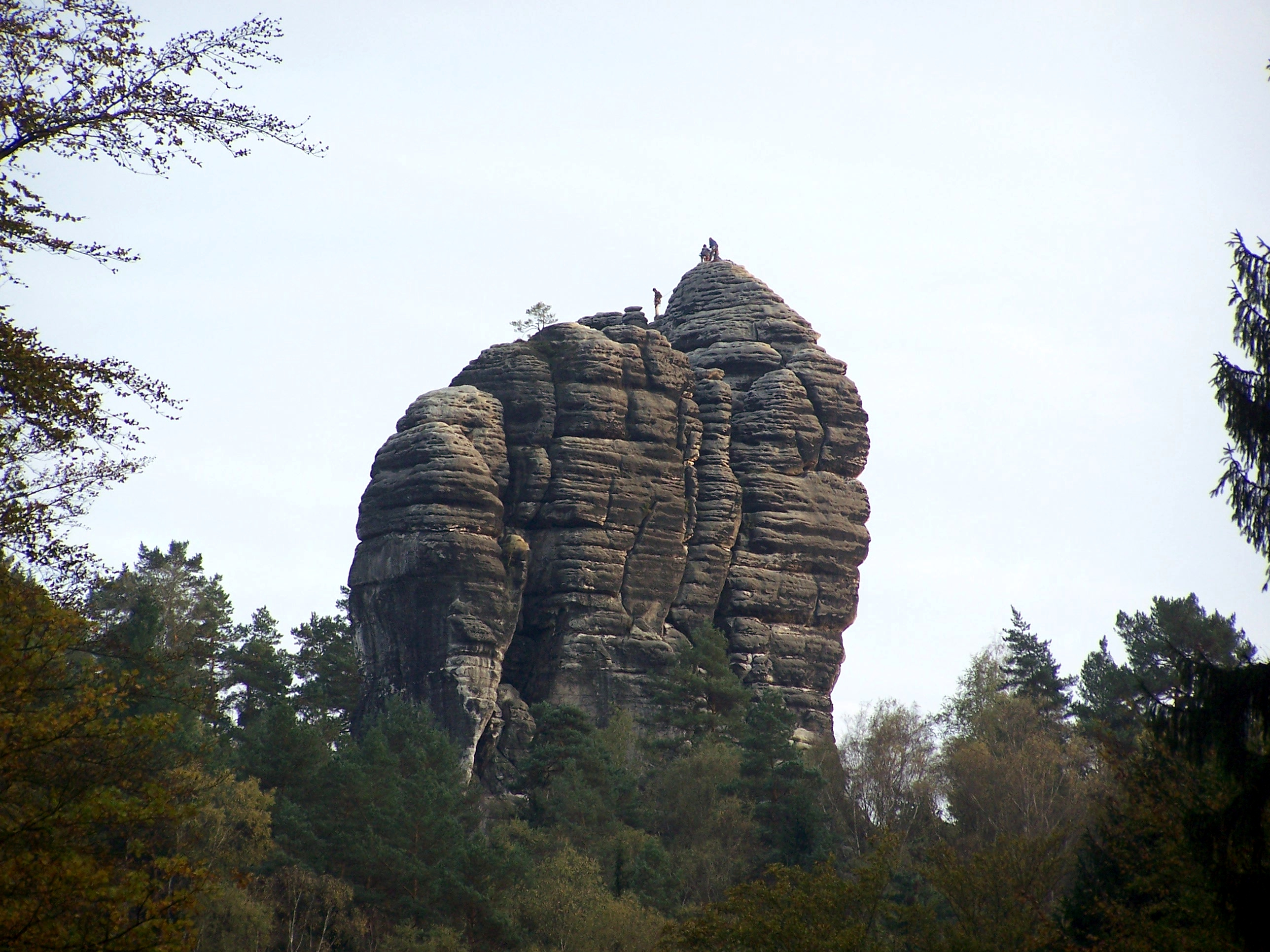
Der Talwächter von Nordwesten

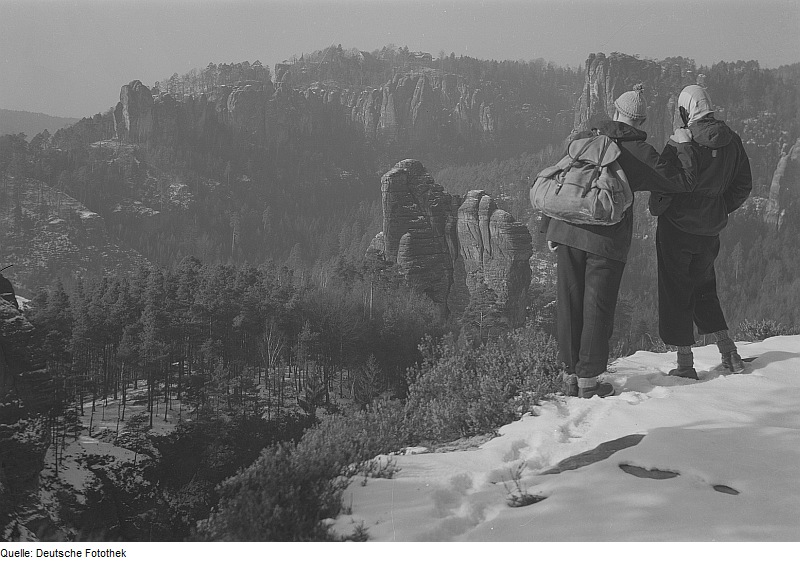
Der Talwächter von den Honigsteinen, im Hintergrund die Basteifelsen, um 1950

Der Talwächter (241,3 m ü. NHN) ist ein markanter Kletterfelsen nördlich von Kurort Rathen in der Sächsischen Schweiz.

## Lage und Beschreibung
Der ursprünglich als Feldstein und danach als Jungfernstein bezeichnete Felsen ist etwa 50 m hoch und erhebt sich oberhalb des Amselsees am Fuß der Honigsteine. Erstmals bestiegen wurde er 1874.
Der Talwächter weist einen L-förmigen Grundriss auf, an den breiten Nordostflügel schließt sich etwa im rechten Winkel ein etwas schmalerer Südostflügel an, auf dem sich der höchste Punkt mit Gipfelbuch befindet. Durch beide Felsriegel ziehen sich im Sockelbereich Felstunnel. Nach Südwesten und Nordwesten steht der Talwächter auf einem Felssockel.

## Namensgebung
Erstmals erwähnt wurde der Talwächter im Kartenwerk der Ersten Kursächsischen Landesaufnahme durch Matthias Oeder im Jahr 1592. Dieser bezeichnete den Felsen als Feldstein, da die Felder von Rathen damals wie auch heute noch bis an den Fuß des Felsens reichten. Der später gebräuchliche Name Jungfernstein spielte auf die scheinbare Unersteigbarkeit des Felsens mit seinen senkrechten Wänden an. Als Talwächter, erklärlich durch seine markante Lage oberhalb des Amselgrunds, wurde er erstmals 1823 bezeichnet. Der Name setzte sich aber erst gegen 1900 allgemein durch, noch 1906 verwendete Oscar Schuster beide Namen und bezeichnete den Felsen als „eine der merkwürdigsten Felsgestalten des gesamten Gebiets“. Nach einer lokalen Anekdote soll dies damals auf die zunehmende Zahl der Kletterer zurückgeführt worden sein, die den vorherigen Namen obsolet gemacht hätten.

## Klettergeschichte
Im Klettergebiet Sächsische Schweiz zählt der Talwächter zu den frühesten bestiegenen Klettergipfeln. Erstmals wurde er 1874 durch Otto Ufer bestiegen, der allerdings noch künstliche Hilfsmittel nutzte. Einen zweiten Weg fand Robert Kappmeier 1886, ebenfalls unter Verwendung technischer Hilfen wie etwa Strickleitern. In der Geschichte des Kletterns in der Sächsischen Schweiz setzte sich allerdings zu Ende des 19. Jahrhunderts zunehmend das Freiklettern durch, bei dem technische Hilfen lediglich zur Sicherung, aber nicht zur Fortbewegung genutzt werden. Den ersten freien Durchstieg bewältigten Oscar Schuster, Friedrich und Konrad Meurer am 28. Dezember 1893, der heutige Schusterweg wird nach dem Sächsischen Schwierigkeitsgrad II eingestuft. 1906 verzeichnete Oscar Schuster bereits fünf bekannte Aufstiege, deren schwierigster, der Schwarzriß, heute mit dem Schwierigkeitsgrad V eingestuft wird. Rudolf Fehrmann, der selbst mit dem Pfeilerweg einen weiteren, heute mit V eingestuften Weg erstbestieg, führte in seinem 1908 erschienenen ersten Kletterführer bereits acht Wege auf. In den folgenden Jahrzehnten entdeckten Kletterer an die 20 weitere Aufstiege und eine Vielzahl an Varianten. Zu den schwersten Wegen zählen unter anderem die direkte Ostkante (Matthias Gäbler, 1977, VIIIa), Höhlenmensch (Michael Techel, 2003, RP IXa, VIIIc), die direkte Südwestwand (Bernd Arnold, 1973, VIIIa, RP VIIIb) und Gut und Böse (Jürgen Höfer, 1990, IXc).